# イジルド・ル・ベスコ
イジルド・ル・ベスコ（Isild Le Besco, 1982年11月22日 - ）はフランスの女優、映画監督。

## 来歴
フランスのパリ生まれ。母は女優のカトリーヌ・ベルコージャ、姉は女優のマイウェン・ル・ベスコ、兄のジョワン・ル・ベスコも俳優という、俳優一家に育つ。
8歳のとき、フランシス・ジロー監督の「Lacenaire」で、姉のマイウェンと共演し映画デビュー。ブノワ・ジャコの作品に出演。若手演技派女優としてフランス国内外で注目を集めている。

## 出演作品

### 映画
- 1990年　Lacenaire　–　監督：フランシス・ジロー
- 1996年　少女（La Puce）　–　監督：エマニュエル・ベスコ
- 1999年　少女たちは泳げない（Les Filles ne savent pas nager）　–　監督：アン＝ソフィ・ビロ
- 2000年　グッバイバビロン（Adieu Babylone）　-　監督: Raphaël Frydman
- 2000年　発禁本 SADE　-　監督：ブノワ・ジャコ
- 2001年　ロベルト・スッコ　–　監督：セドリック・カーン
- 2002年　幸福な時（Un moment de bonheur）　–　監督：アントワーヌ・サンタナ
- 2002年　愛のはじまり（La Repentie）　–　監督：レティシア・マッソン
- 2002年　イザベルアジャーニの惑い　–　監督：ブノワ・ジャコ
- 2003年　Demi-tarif　-　監督：イジルド・ル・ベスコ
- 2003年　Le Coût de la vie　–　監督：フィリップ・ル・ゲイ
- 2003年　La Maison du canal　-　監督：アラン・ベルリネール
- 2004年　いつか会える（À tout de suite）  –　監督：ブノワ・ジャコ
- 2004年　公女マリー・ボナパルト（Princesse Marie）　–　監督：ブノワ・ジャコ
- 2005年　Backstage　–　監督：エマニュエル・ベスコ
- 2005年　誘拐者（La Ravisseuse）　–　監督：アントワーヌ・サンタナ
- 2006年　Camping sauvage　–　監督：クリストフ・アリ、Nicolas Bonilauri
- 2006年　L’Intouchable　–　監督：ブノワ・ジャコ
- 2006年　U　–　監督：セルジュ・エリサルド、グレゴワール・ソロタレフ
- 2007年　Pas douce　–　監督：ジーン・ウォルツ
- 2007年　Enfances（オムニバス映画）　–　監督：イジルド・ル・ベスコほか
- 2007年　Charly　-　監督：イジルド・ル・ベスコ
- 2009年　Je te mangerais　–　監督：ソフィー・ラロイ
- 2009年　The Good Heart　–　監督：ダーグル・カリ
- 2010年　Au fond des bois　–　監督：ブノワ・ジャコ

### 短編映画
- 1991年　Place des Vosges　-　監督：キャサリン・ベルコージャ
- 1997年　Anniversaires　-　監督：ロゼッタ
- 1997年　Kub Valium　-　監督：Marine Alice Le Du
- 1997年　ヴァカンス（Les Vacances）　-　監督：エマニュエル・ベスコ
- 1997年　Coquillettes　-　監督：ジョゼフィーヌ・フラシュール
- 1998年　Les Amis de Ninon　-　監督：ロゼット
- 1999年　Cinématon　-　監督：ジェラール・クーロン
- 2000年　Des Anges　-　監督：ジュリアン・ラルー
- 2003年　Quelqu'un vous aime　-　監督：エマニュエル・ベスコ
- 2003年　Dans la forêt noire　-　監督：ジョゼフィーヌ・フラシュール

### 監督作品
- 2004年　Demi-tarif
- 2007年　Charly
- 2008年　Enfances
- 2009年　Bas-fonds

## 受賞歴
- 2001年リュミエール - リュミエール最優秀若手有望（エスポワール）女優賞　（発禁本 SADE）
- セザール賞有望若手女優賞ノミネート　（発禁本 SADE）
- 2006年ヴェネチア国際映画祭 - マルチェロ・マストロヤンニ賞　（L'intouchable）